# 徐枕
徐枕（1921年—），浙江省鎮海人，黃埔十七期生。抗日期間服役於第1軍78師233團，參加豫西靈室及西峽口等諸多戰役。1947年3月國軍攻佔延安時，任整編第一師上尉尖兵連連長，曾率部隊直入毛澤東棗園居所，率先進入毛所居住的五個窯洞搜索，但已不見敵人蹤影，繳獲毛澤東使用之剪刀一支。
歷任國防部人事次長室人事參謀官、行政院人事行政局秘書、國立師範大學人事室主任。2005年以八十四歲高齡除役。著有《抗戰史話》、《胡宗南先生與國民革命》、《風霜雨露集》、《阿毛從軍記》等。